# Bächingen an der Brenz
Bächingen an der Brenz település Németországban, azon belül Bajorországban. Lakosainak száma 1388 fő (2023. december 31.).

## Népesség
A település népessége az elmúlt években az alábbi módon változott:
| Lakosok száma | 639  | 972  | 961  | 1069 | 1295 | 1291 | 1306 | 1327 | 1362 | 1388 |
|               | 1875 | 1950 | 1975 | 1987 | 2012 | 2014 | 2016 | 2017 | 2021 | 2023 |